# Électron rétrodiffusé

Électron rétrodiffusé.

Les électrons rétrodiffusés (back-scattered electrons en anglais) sont des électrons résultant de l'impact d'un faisceau d'électrons, dit primaire, et d'un échantillon qui sont réémis dans une direction proche de leur direction d'origine avec une faible perte d'énergie. Ces électrons primaires sont entrés en collision avec des noyaux d’atomes de l’échantillon et ont réagi de façon quasi élastique avec eux.

## Généralités
Le faisceau électronique primaire et l'échantillon peuvent être ceux d'un microscope électronique à balayage. Dans ce cas, les électrons rétrodiffusés ont donc une énergie relativement élevée, allant jusqu'à 30 keV, et beaucoup plus importante que celle des électrons secondaires. Ils peuvent être émis à une plus grande profondeur dans l'échantillon. De ce fait, si on utilise le signal d'électrons rétrodiffusés pour reconstituer une image par balayage, la résolution atteinte avec les électrons rétrodiffusés sera relativement faible, de l'ordre du micromètre ou de quelques dixièmes de micromètres.

## Dépendance avec le numéro atomique
En revanche, les images réalisées avec les électrons rétrodiffusés bénéficient du fait que ces électrons soient sensibles au numéro atomique des atomes constituant l'échantillon. Les atomes les plus lourds (ceux ayant un nombre important d’électrons/protons) réémettront plus d'électrons que les atomes plus légers. Cette particularité sera utilisée pour l'analyse en électrons rétrodiffusés. Les zones formées d'atomes avec un nombre atomique élevé apparaîtront plus brillantes que d'autres, c'est le contraste de phase. Cette méthode pourra permettre de mesurer l'homogénéité chimique d'un échantillon et permettra une analyse qualitative. Pour une analyse quantitative, on aura recours à la fluorescence X.
| B     |       |       |       |       |       |       |       |       |       |
| B     | C     | Al    | Si    | Fe    | Co    | Mo    | La    | Pt    | Au    |
| ----- | ----- | ----- | ----- | ----- | ----- | ----- | ----- | ----- | ----- |
| Z=5   | Z=6   | Z=13  | Z=14  | Z=26  | Z=27  | Z=42  | Z=57  | 78    | 79    |
| 0.055 | 0.067 | 0.153 | 0.154 | 0.279 | 0.287 | 0.379 | 0.437 | 0.485 | 0.487 |

## Détecteurs d'électrons rétrodiffusés

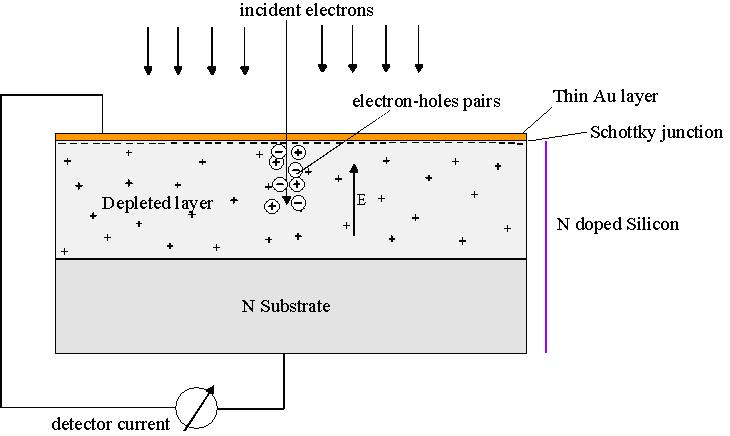
Détecteur d'électrons rétrodiffusés

Un des détecteurs d'électrons rétrodiffusés est une simple jonction, généralement une jonction Schottky. On parle souvent de détecteur à l'état solide. Il fonctionne sur le principe de la génération de paires électron-trou induite dans les matériaux semi-conducteurs par un électron incident doté d'une certaine énergie. Si la paire électron-trou est créée dans la zone déserte d'une jonction, les électrons libres et les trous se déplacent dans des directions opposées, de telle sorte que la charge collectée sur l'électrode externe peut être injectée à l'entrée d'un amplificateur de courant. Le gain interne de cette diode est typiquement de 2 500 pour des électrons incidents de 10 keV.
Le gain du détecteur est donné par 
avec
E est l'énergie des électrons incidents sur le détecteur 

ei  est l'énergie nécessaire pour créer une paire électron-trou (3,6 eV pour le silicium)

{\displaystyle \eta } est la fraction d'électrons rétrodiffusés à partir du détecteur (0.164 pour Si) 

k est un coefficient tel que kE est l'énergie moyenne des électrons rétrodiffusés (typ 0.5)
| Énergie des électrons E(eV) |      |
| Énergie des électrons E(eV) | Gain |
| --------------------------- | ---- |
| 20                          | 5100 |
| 15                          | 2800 |
| 9                           | 2300 |

L'épaisseur de la zone déserte p d'une jonction Schottky est donnée par la formule classique :
Où V est la tension inverse appliquée sur la diode ou le potentiel de diffusion, en l'absence de tension appliquée. q est la charge de l'électron, N est la concentration du dopant et {\displaystyle \epsilon } la permittivité du silicium, ce qui donne p=10 µm si  V=0,7 volt et N=1014 at/cm3.
L'épaisseur de la zone déserte ainsi que l'épaisseur de la couche métallique de la jonction Schottky doivent être comparées avec la profondeur de pénétration des électrons dans un solide, « electron range » en anglais. Cette profondeur de pénétration est donnée, par exemple, par la formule de Kanaya-Okayama . 
où E0 est l'énergie incidente, en keV, A est la masse atomique, en g/mol, ρ est la masse volumique en g/cm3 et Z est le numéro atomique. Le faisceau incident est supposé être normal à la surface de la diode. 
| 5 keV | 10 keV | 20 keV | 30 keV |      |
| ----- | ------ | ------ | ------ | ---- |
| Si    | 0.38   | 1.22   | 3.93   | 7.67 |
| Au    | 0.085  | 0.27   | 0.86   | 1.7  |

(pour différentes énergies de l'électron incident, cas de l'or et du silicium)